# Primo ed ultimo bacio
Primo ed ultimo bacio è un film muto italiano del 1916 diretto da Gennaro Righelli.